# Boulay-Moselle
Boulay-Moselle (Duits: Bolchen) is een gemeente in het Franse departement Moselle (regio Grand Est). Op 1 januari 2022 telde de gemeente 5.479 inwoners. De plaats is de onderprefectuur van het arrondissement Boulay-Moselle.

## Geschiedenis
De plaats werd voor het eerst genoemd in de 12e eeuw. De heren van Boulay beheersten een groot gebied en waren in de middeleeuwen rivalen van de graaf-bisschoppen van Metz. In 1636, tijdens de Dertigjarige Oorlog, werd de stadsmuur van Boulay geslecht.
Ook al ging de heerlijkheid in 1503, bij ontbreken van erfgenamen, op in het hertogdom Lotharingen, toch bleef Boulay een belangrijk administratief en gerechtelijk centrum. Dit bleef ook zo nadat Lotharingen in 1766 werd aangehecht bij Frankrijk. Na de Franse Revolutie verloor Boulay aan belang. Het was pas in 1871, onder het Duitse Keizerrijk, dat Boulay een onderprefectuur werd. In 1863 werd in de stad de firma Dalstein-Haerpfer opgericht, die de grootste fabrikant van orgels van Frankrijk werd.
De stad werd voor een groot deel vernield in november 1944 tijdens de opmars van het Amerikaanse leger.

## Geografie
De oppervlakte van Boulay-Moselle bedroeg op 1 januari 2022 19,55 vierkante kilometer; de bevolkingsdichtheid was toen 280,3 inwoners per km².
De Ellbach stroomt door de gemeente om iets westelijker uit te monden in de Nied.

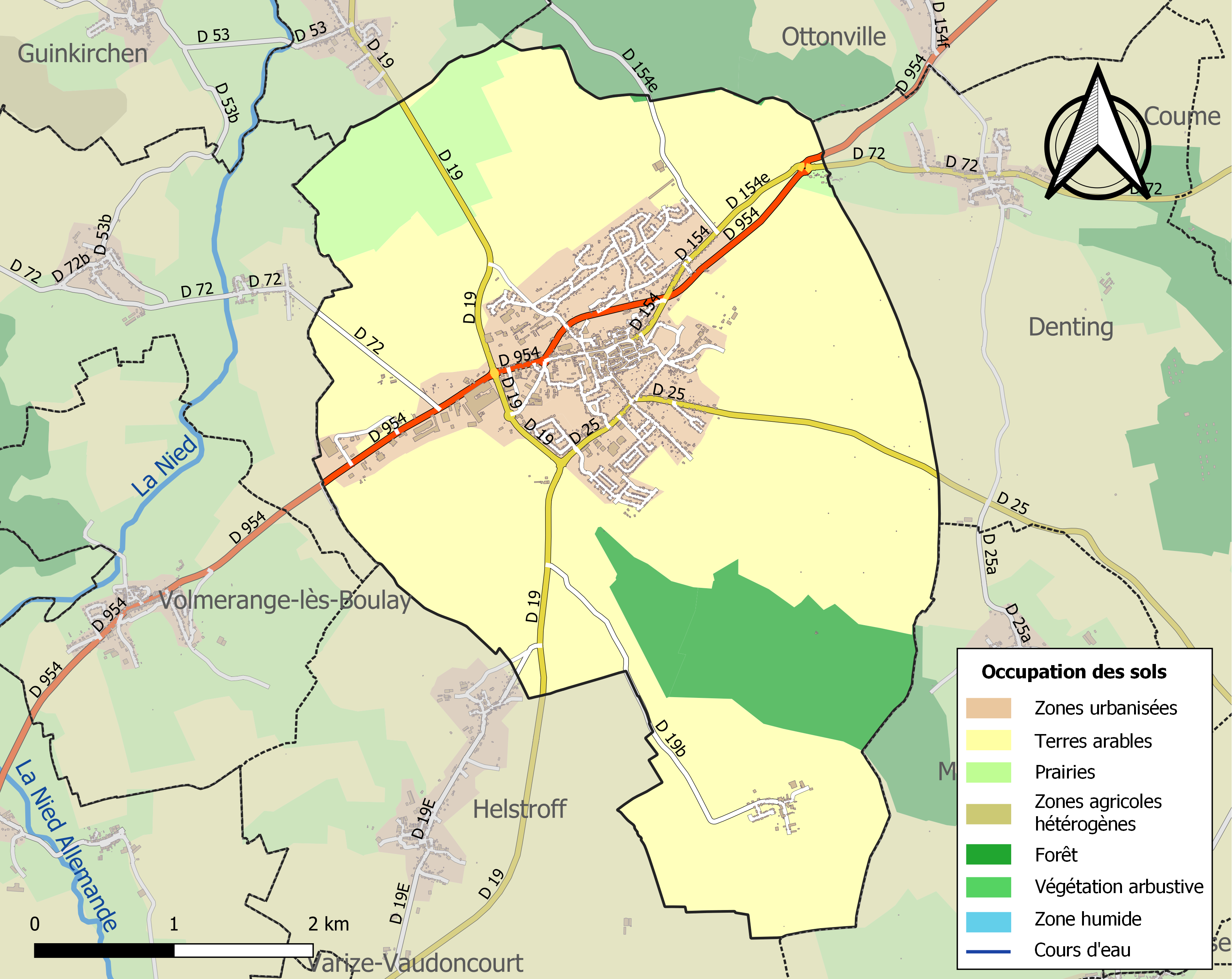
Kaart van de gemeente met de belangrijkste infrastructuur, bodemgebruik en omliggende gemeenten

## Demografie
Onderstaande figuur toont het verloop van het inwonertal (bron: INSEE-tellingen).

## Bezienswaardigheden
- Kerk Saint-Étienne (1782); de kerk heeft een orgel van Joseph Lepicard uit 1725.
- Protestantse kerk (1884)
- Tweelingtorens Dada; dit zijn overblijfselen van de middeleeuwse stadsomwalling.

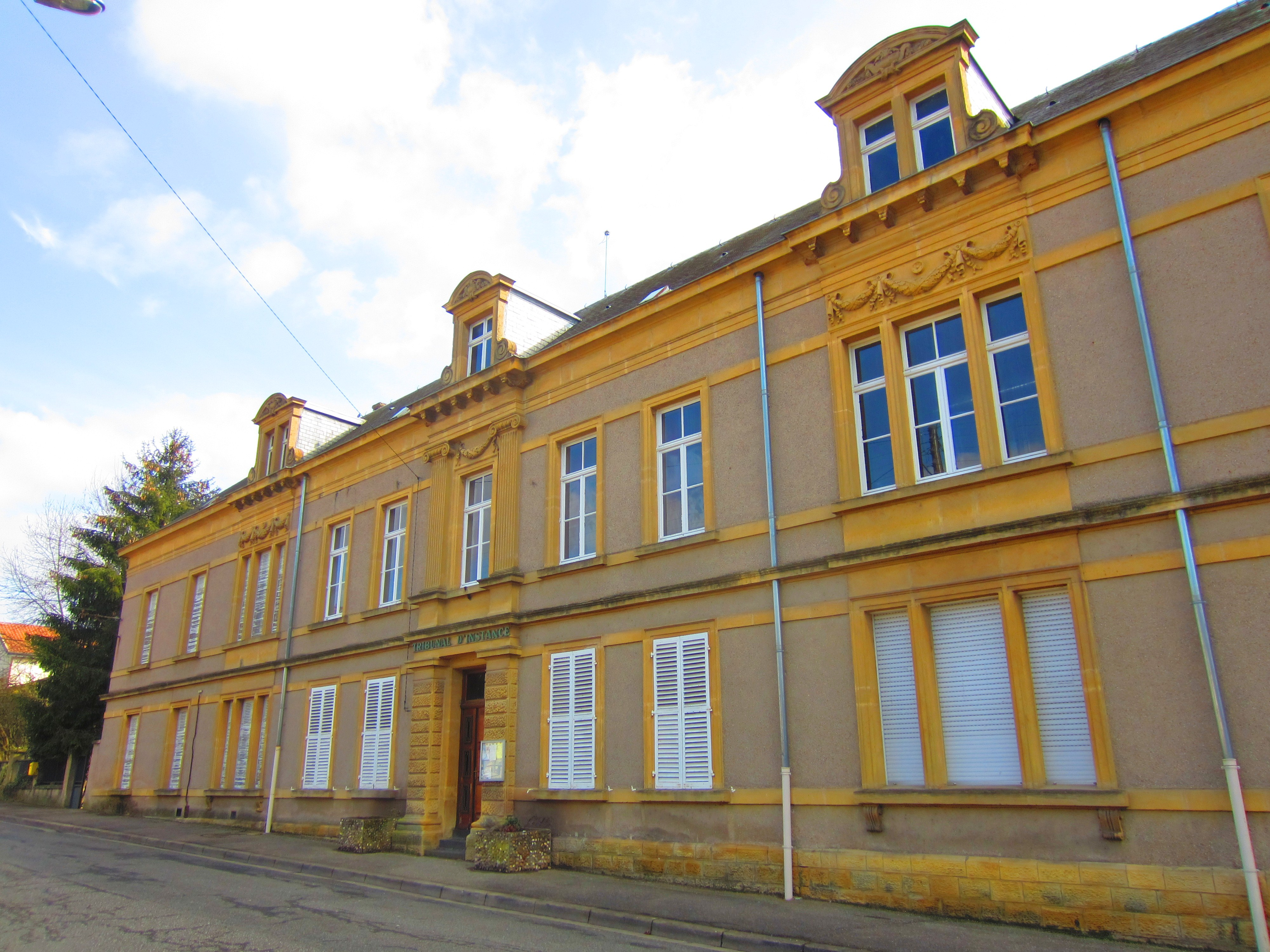
Gerechtsgebouw
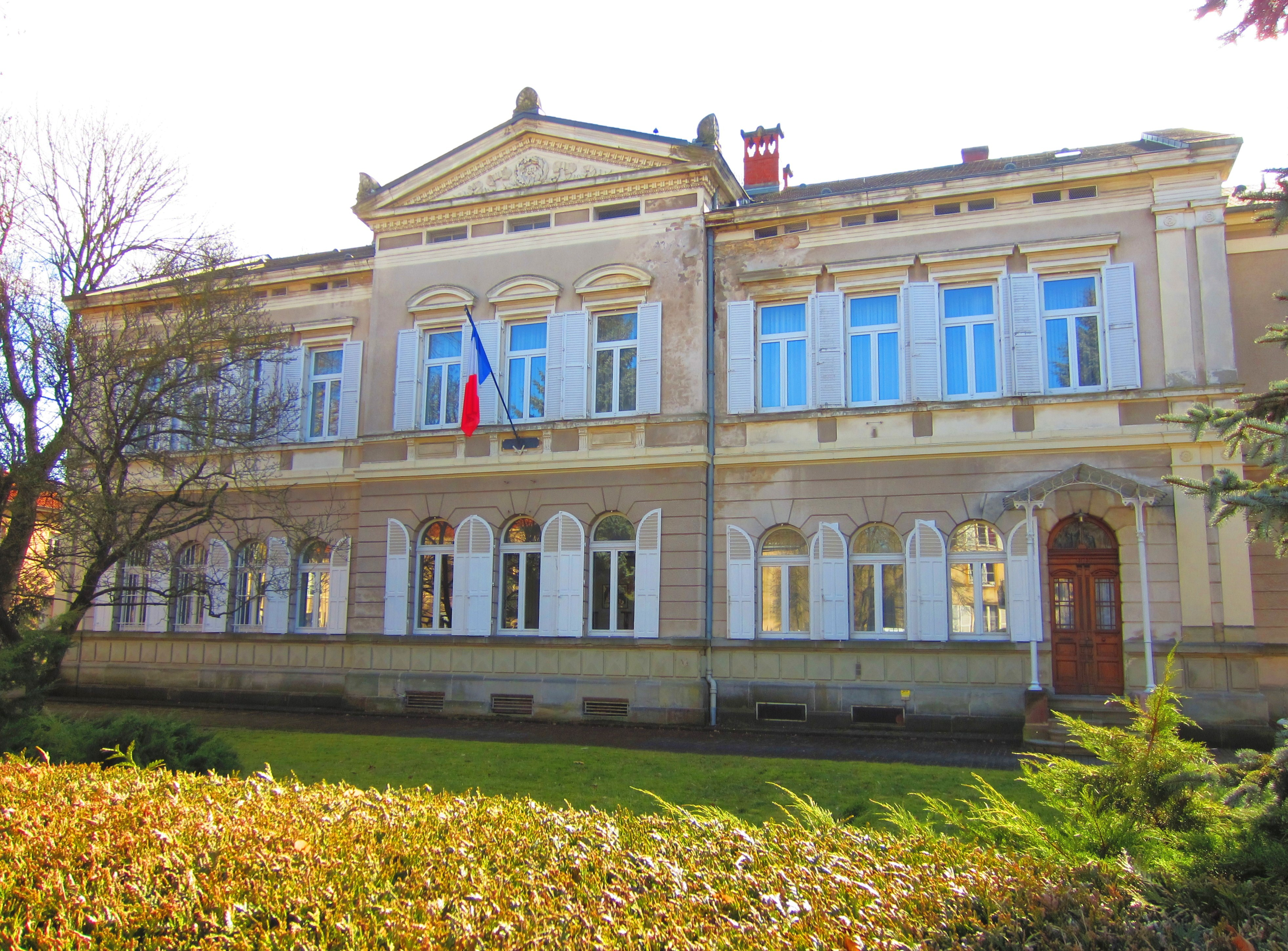
Onderprefectuur
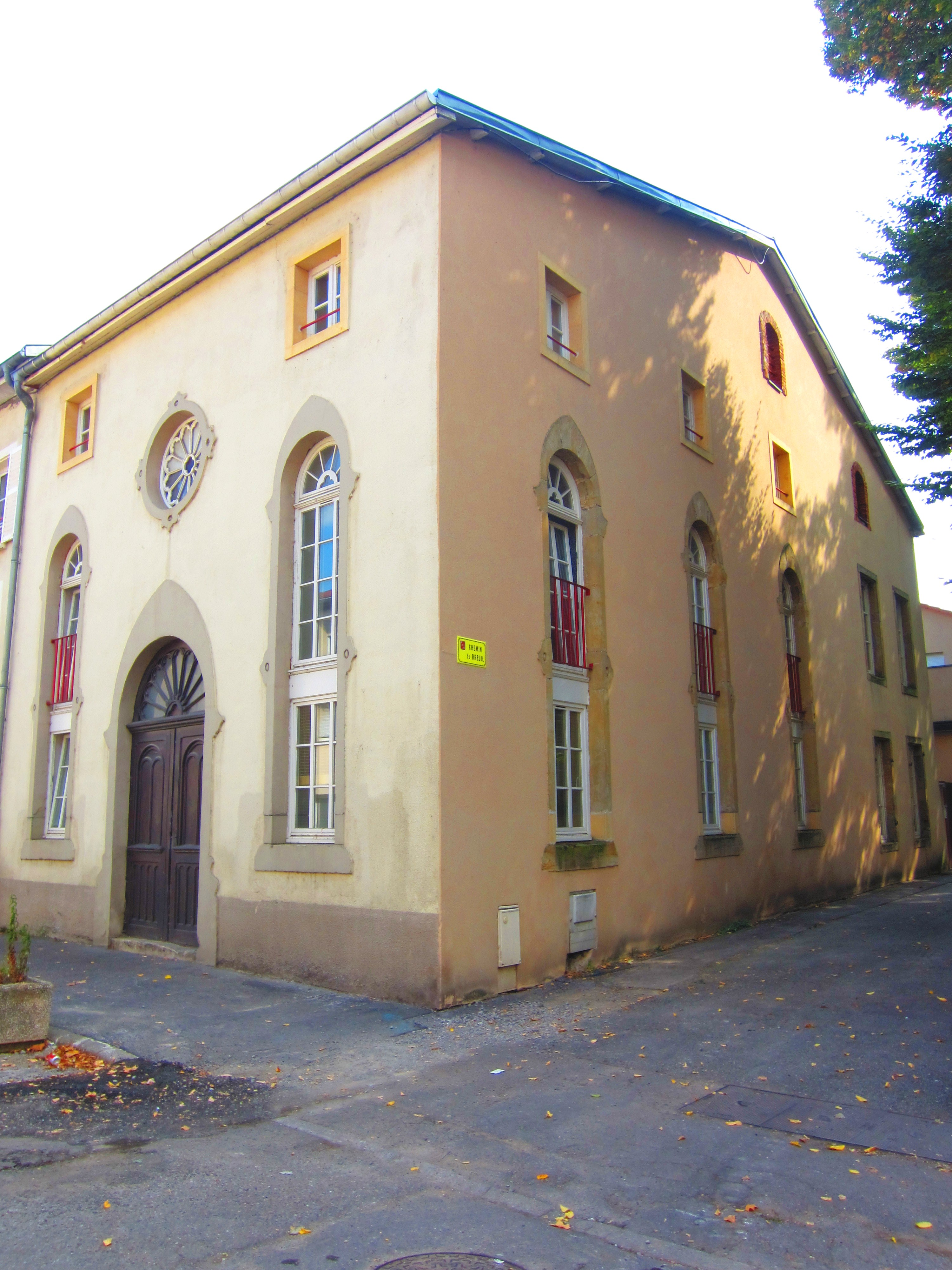
Orgelfabriek
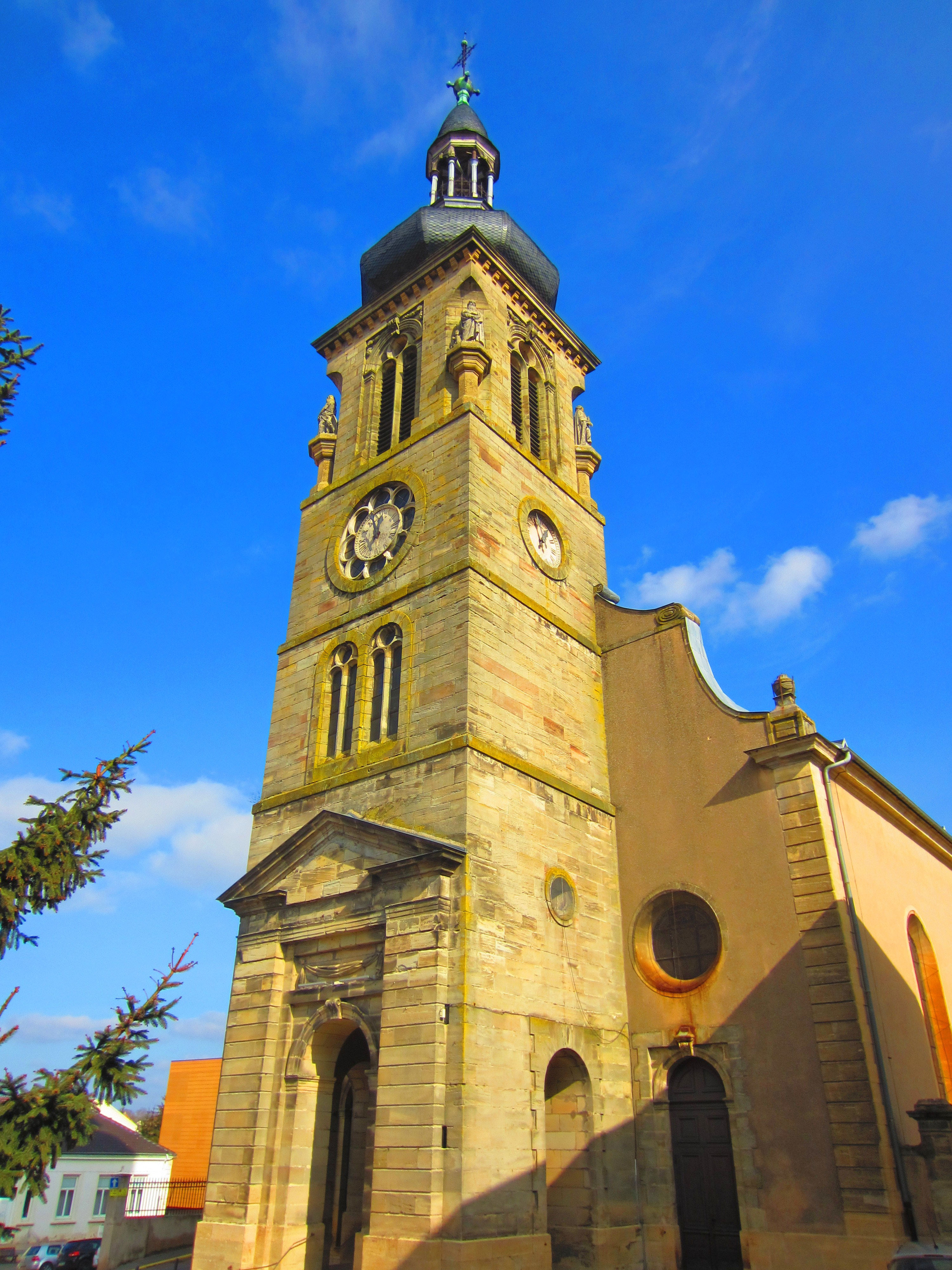
Kerk Saint-Étienne
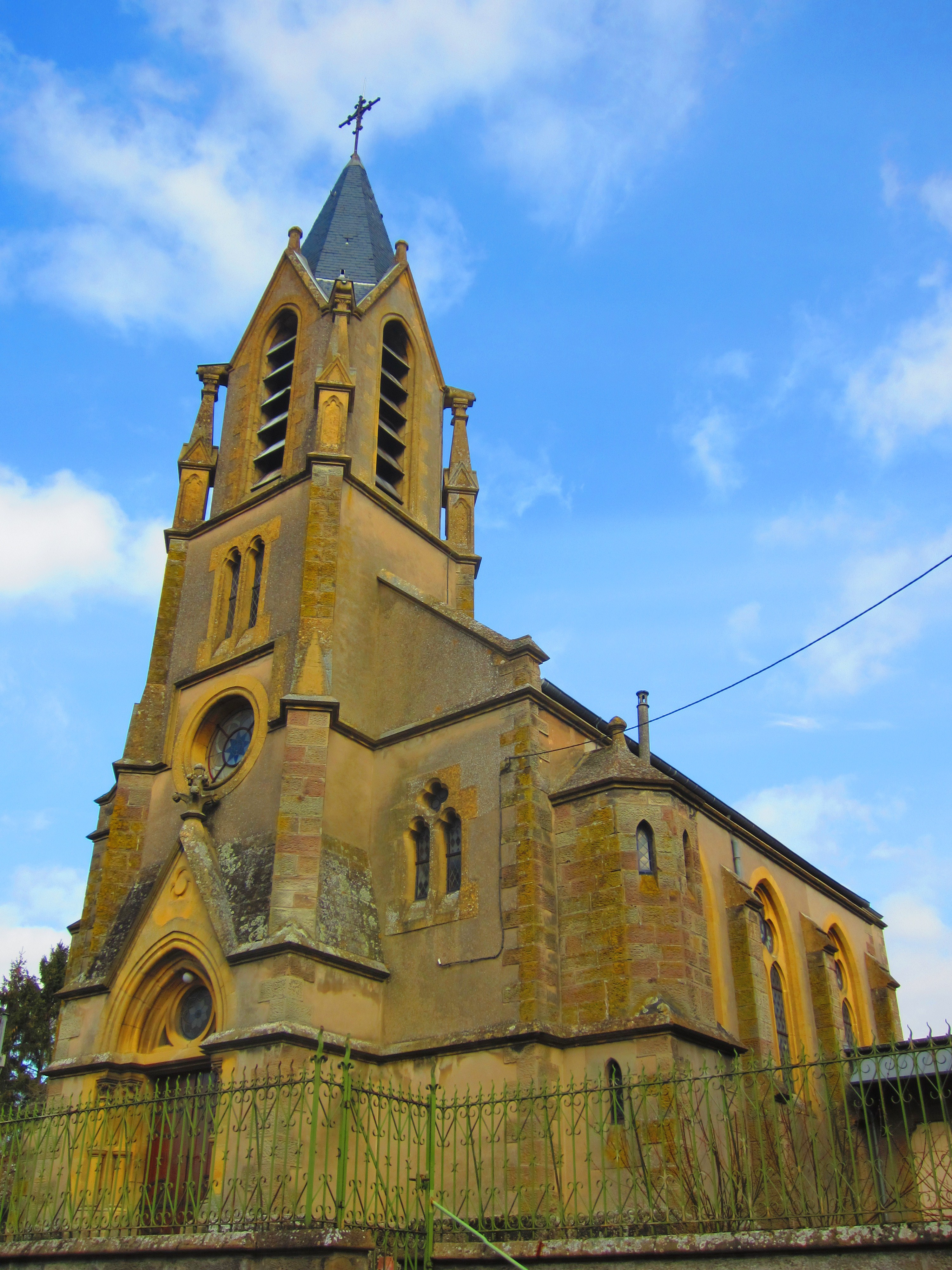
Protestantse kerk
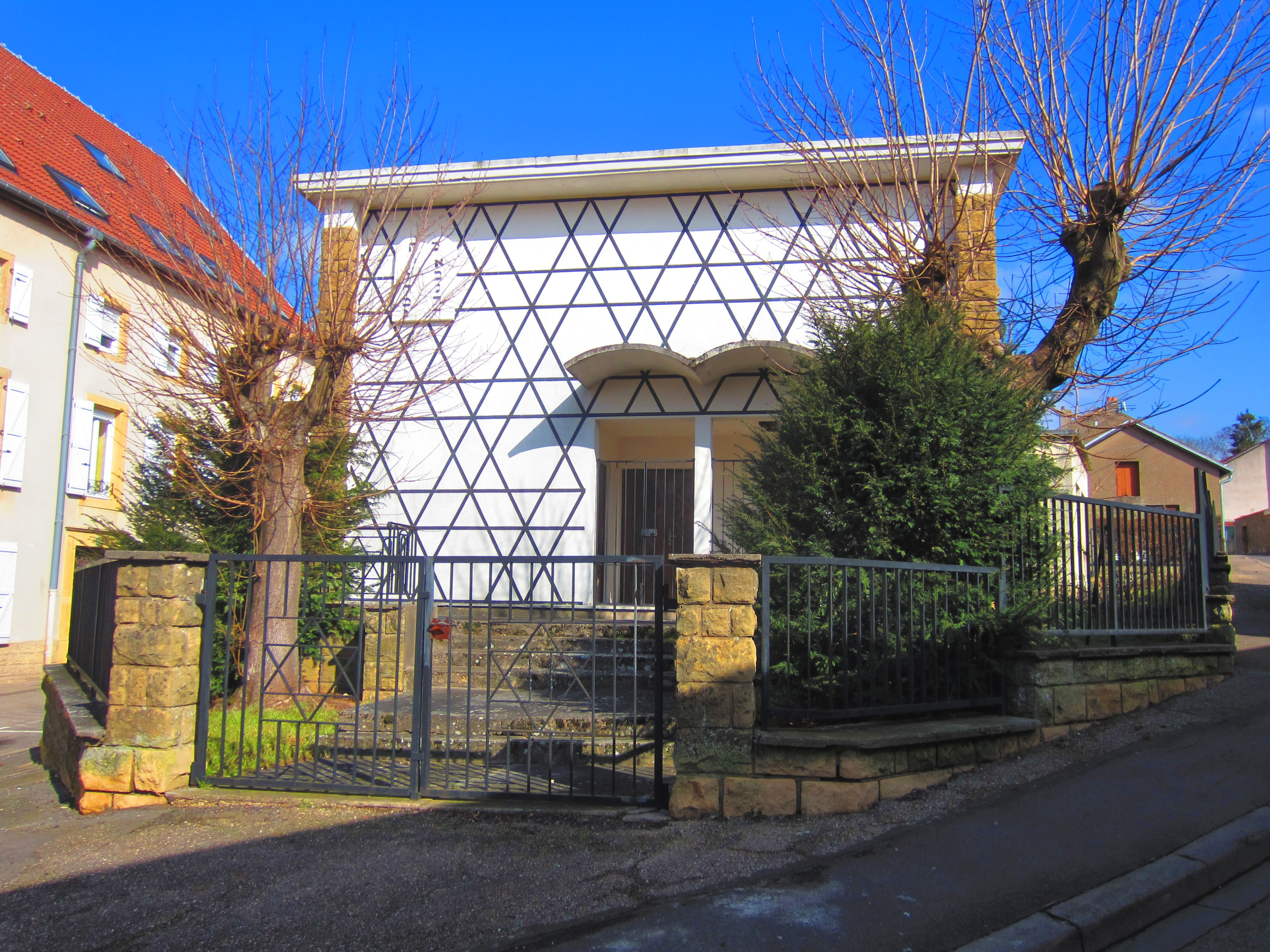
Synagoge